# Tournoi féminin de rugby à sept aux Jeux olympiques d'été de 2020
Cet article traite de l'épreuve féminine. Pour la compétition masculine, voir Tournoi masculin de rugby à sept aux Jeux olympiques d'été de 2020.
Navigation
Rio de Janeiro 2016 Paris 2024
Le tournoi féminin de rugby à sept des Jeux olympiques d'été de 2020 se déroule du 29 au 31 juillet 2021 au stade de Tokyo. C'est le second tournoi olympique de rugby à sept.

## Présentation

### Format
Douze équipes sont qualifiés et réparties en trois poules de quatre. Les deux premiers de chaque poule ainsi que les deux meilleurs troisième sont qualifiés en quart de finale. Les équipes s'affrontent sur une seule rencontre et la compétition prévoit des matchs de classement.
La compétition se déroule du 29 au 31 juillet 2021 et deux matchs par équipe sont joués chaque jour, un le matin et le second l'après-midi.

### Calendrier
| M | Matchs de poule | ¼ | Quarts de finale | ½ | Demi-finales | F | Finale |

| Horaires↓/Date → | 24 | 25 | 26 | 27 | 28 | 29 | 30 | 31 | 01 | 02 | 03 | 04 | 05 | 06 | 07 | 08 | 09 |
| ---------------- | -- | -- | -- | -- | -- | -- | -- | -- | -- | -- | -- | -- | -- | -- | -- | -- | -- |
| Matin            |    |    |    |    |    | M1 | M3 | ½  |    |    |    |    |    |    |    |    |    |
| Soir             |    |    |    |    |    | M2 | ¼  | F  |    |    |    |    |    |    |    |    |    |

## Participants

### Qualifications
| Compétition                                 | Date             | Lieu        | Places | Qualifiés        |
| ------------------------------------------- | ---------------- | ----------- | ------ | ---------------- |
| Pays organisateur                           | 7 septembre 2013 | n.d.        | 1      | Japon            |
| World Rugby Sevens Series 2018-2019         | 16 juin 2019     | Multiple    | 4      | Nouvelle-Zélande |
| World Rugby Sevens Series 2018-2019         | 16 juin 2019     | Multiple    | 4      | États-Unis       |
| World Rugby Sevens Series 2018-2019         | 16 juin 2019     | Multiple    | 4      | Canada           |
| World Rugby Sevens Series 2018-2019         | 16 juin 2019     | Multiple    | 4      | Australie        |
| Tournoi de qualification sud-américain 2019 | 1-2 juillet 2019 | Lima        | 1      | Brésil           |
| Championnat d'Amérique du Nord 2019         | 7 juillet 2019   | George Town | 0      | NC               |
| Tournoi de qualification européen 2019      | 14 juillet 2019  | Kazan       | 1      | Grande-Bretagne  |
| Championnat d'Afrique 2019                  | 13 octobre 2019  | Jemmal      | 1      | Kenya            |
| Championnat d'Océanie 2019                  | 9 novembre 2019  | Suva        | 1      | Fidji            |
| Tournoi de qualification asiatique 2019     | 10 novembre 2019 | Canton      | 1      | Chine            |
| Tournoi de repêchage 2021                   | 20 juin 2021     | Monaco      | 2      | France           |
| Tournoi de repêchage 2021                   | 20 juin 2021     | Monaco      | 2      | Russie           |
| Total                                       |                  |             | 12     |                  |

Équipes qualifiées pour les tournois masculin et féminin
Équipes qualifiées pour le tournoi masculin
Équipes qualifiées pour le tournoi féminin

Le Canada et les États-Unis étant qualifiés, il n'y a pas eu de quota attribué pour le championnat d'Amérique du Nord basculant ce quota disponible pour le tournoi de repêchage.
Si l'Afrique du Sud a remporté la qualification au championnat d'Afrique, elle a décliné, une règle controversée en Afrique du Sud interdisant la qualification via les tournois continentaux, libérant le quota pour le Kenya battu en finale.
| Poule A          | Poule B | Poule C    |
| ---------------- | ------- | ---------- |
| Grande-Bretagne  | Brésil  | Australie  |
| Kenya            | Canada  | Chine      |
| Nouvelle-Zélande | Fidji   | États-Unis |
| ROC              | France  | Japon      |

## Résultats

### Premier tour

#### Groupe A
| Rang | Pays             | J | V | N | D | Pm | Pe | Diff | Pts |
| ---- | ---------------- | - | - | - | - | -- | -- | ---- | --- |
| 1    | Nouvelle-Zélande | 3 | 3 | 0 | 0 | 88 | 28 | +60  | 9   |
| 2    | Grande-Bretagne  | 3 | 2 | 0 | 1 | 66 | 38 | +28  | 7   |
| 3    | ROC              | 3 | 1 | 0 | 2 | 47 | 59 | -12  | 5   |
| 4    | Kenya            | 3 | 0 | 0 | 3 | 19 | 95 | -76  | 3   |

| 29 juillet 2021 11 h 0 UTC+09:00 | ROC | 12 - 14 | Grande-Bretagne | Stade de Tokyo, Tokyo |
| 29 juillet 2021 11 h 0 UTC+09:00 |     |         |                 | Stade de Tokyo, Tokyo |
| 29 juillet 2021 11 h 0 UTC+09:00 |     |         |                 | Stade de Tokyo, Tokyo |

| 29 juillet 2021 11 h 30 UTC+09:00 | Nouvelle-Zélande | 29 - 7 | Kenya | Stade de Tokyo, Tokyo |
| 29 juillet 2021 11 h 30 UTC+09:00 |                  |        |       | Stade de Tokyo, Tokyo |
| 29 juillet 2021 11 h 30 UTC+09:00 |                  |        |       | Stade de Tokyo, Tokyo |

| 29 juillet 2021 18 h 30 UTC+09:00 | Nouvelle-Zélande | 26 - 21 | Grande-Bretagne | Stade de Tokyo, Tokyo |
| 29 juillet 2021 18 h 30 UTC+09:00 |                  |         |                 | Stade de Tokyo, Tokyo |
| 29 juillet 2021 18 h 30 UTC+09:00 |                  |         |                 | Stade de Tokyo, Tokyo |

| 29 juillet 2021 19 h 0 UTC+09:00 | ROC | 35 - 12 | Kenya | Stade de Tokyo, Tokyo |
| 29 juillet 2021 19 h 0 UTC+09:00 |     |         |       | Stade de Tokyo, Tokyo |
| 29 juillet 2021 19 h 0 UTC+09:00 |     |         |       | Stade de Tokyo, Tokyo |

| 30 juillet 2021 11 h 0 UTC+09:00 | Grande-Bretagne | 31 - 0 | Kenya | Stade de Tokyo, Tokyo |
| 30 juillet 2021 11 h 0 UTC+09:00 |                 |        |       | Stade de Tokyo, Tokyo |
| 30 juillet 2021 11 h 0 UTC+09:00 |                 |        |       | Stade de Tokyo, Tokyo |

| 30 juillet 2021 11 h 30 UTC+09:00 | Nouvelle-Zélande | 33 - 0 | ROC | Stade de Tokyo, Tokyo |
| 30 juillet 2021 11 h 30 UTC+09:00 |                  |        |     | Stade de Tokyo, Tokyo |
| 30 juillet 2021 11 h 30 UTC+09:00 |                  |        |     | Stade de Tokyo, Tokyo |

#### Groupe B
| Rang | Pays   | J | V | N | D | Pm | Pe  | Diff | Pts |
| ---- | ------ | - | - | - | - | -- | --- | ---- | --- |
| 1    | France | 3 | 3 | 0 | 0 | 83 | 10  | +73  | 9   |
| 2    | Fidji  | 3 | 2 | 0 | 1 | 72 | 29  | +43  | 7   |
| 3    | Canada | 3 | 1 | 0 | 2 | 45 | 57  | -12  | 5   |
| 4    | Brésil | 3 | 0 | 0 | 3 | 10 | 114 | -104 | 3   |

| 29 juillet 2021 9 h 0 UTC+09:00 | France | 12 - 5 | Fidji | Stade de Tokyo, Tokyo |
| 29 juillet 2021 9 h 0 UTC+09:00 |        |        |       | Stade de Tokyo, Tokyo |
| 29 juillet 2021 9 h 0 UTC+09:00 |        |        |       | Stade de Tokyo, Tokyo |

| 29 juillet 2021 9 h 30 UTC+09:00 | Canada | 33 - 0 | Brésil | Stade de Tokyo, Tokyo |
| 29 juillet 2021 9 h 30 UTC+09:00 |        |        |        | Stade de Tokyo, Tokyo |
| 29 juillet 2021 9 h 30 UTC+09:00 |        |        |        | Stade de Tokyo, Tokyo |

| 29 juillet 2021 16 h 30 UTC+09:00 | Canada | 12 - 26 | Fidji | Stade de Tokyo, Tokyo |
| 29 juillet 2021 16 h 30 UTC+09:00 |        |         |       | Stade de Tokyo, Tokyo |
| 29 juillet 2021 16 h 30 UTC+09:00 |        |         |       | Stade de Tokyo, Tokyo |

| 29 juillet 2021 17 h 0 UTC+09:00 | France | 40 - 5 | Brésil | Stade de Tokyo, Tokyo |
| 29 juillet 2021 17 h 0 UTC+09:00 |        |        |        | Stade de Tokyo, Tokyo |
| 29 juillet 2021 17 h 0 UTC+09:00 |        |        |        | Stade de Tokyo, Tokyo |

| 30 juillet 2021 9 h 0 UTC+09:00 | Fidji | 41 - 5 | Brésil | Stade de Tokyo, Tokyo |
| 30 juillet 2021 9 h 0 UTC+09:00 |       |        |        | Stade de Tokyo, Tokyo |
| 30 juillet 2021 9 h 0 UTC+09:00 |       |        |        | Stade de Tokyo, Tokyo |

| 30 juillet 2021 9 h 30 UTC+09:00 | Canada | 0 - 33 | France | Stade de Tokyo, Tokyo |
| 30 juillet 2021 9 h 30 UTC+09:00 |        |        |        | Stade de Tokyo, Tokyo |
| 30 juillet 2021 9 h 30 UTC+09:00 |        |        |        | Stade de Tokyo, Tokyo |

#### Groupe C
| Rang | Pays       | J | V | N | D | Pm | Pe | Diff | Pts |
| ---- | ---------- | - | - | - | - | -- | -- | ---- | --- |
| 1    | États-Unis | 3 | 3 | 0 | 0 | 59 | 33 | +26  | 9   |
| 2    | Australie  | 3 | 2 | 0 | 1 | 86 | 24 | +62  | 7   |
| 3    | Chine      | 3 | 1 | 0 | 2 | 53 | 54 | -1   | 5   |
| 4    | Japon      | 3 | 0 | 0 | 3 | 7  | 94 | -87  | 3   |

| 29 juillet 2021 10 h 0 UTC+09:00 | États-Unis | 28 - 14 | Chine | Stade de Tokyo, Tokyo |
| 29 juillet 2021 10 h 0 UTC+09:00 |            |         |       | Stade de Tokyo, Tokyo |
| 29 juillet 2021 10 h 0 UTC+09:00 |            |         |       | Stade de Tokyo, Tokyo |

| 29 juillet 2021 10 h 30 UTC+09:00 | Australie | 48 - 0 | Japon | Stade de Tokyo, Tokyo |
| 29 juillet 2021 10 h 30 UTC+09:00 |           |        |       | Stade de Tokyo, Tokyo |
| 29 juillet 2021 10 h 30 UTC+09:00 |           |        |       | Stade de Tokyo, Tokyo |

| 29 juillet 2021 17 h 30 UTC+09:00 | Australie | 26 - 10 | Chine | Stade de Tokyo, Tokyo |
| 29 juillet 2021 17 h 30 UTC+09:00 |           |         |       | Stade de Tokyo, Tokyo |
| 29 juillet 2021 17 h 30 UTC+09:00 |           |         |       | Stade de Tokyo, Tokyo |

| 29 juillet 2021 18 h 0 UTC+09:00 | États-Unis | 17 - 7 | Japon | Stade de Tokyo, Tokyo |
| 29 juillet 2021 18 h 0 UTC+09:00 |            |        |       | Stade de Tokyo, Tokyo |
| 29 juillet 2021 18 h 0 UTC+09:00 |            |        |       | Stade de Tokyo, Tokyo |

| 30 juillet 2021 10 h 0 UTC+09:00 | Chine | 29 - 0 | Japon | Stade de Tokyo, Tokyo |
| 30 juillet 2021 10 h 0 UTC+09:00 |       |        |       | Stade de Tokyo, Tokyo |
| 30 juillet 2021 10 h 0 UTC+09:00 |       |        |       | Stade de Tokyo, Tokyo |

| 30 juillet 2021 10 h 30 UTC+09:00 | Australie | 12 - 14 | États-Unis | Stade de Tokyo, Tokyo |
| 30 juillet 2021 10 h 30 UTC+09:00 |           |         |            | Stade de Tokyo, Tokyo |
| 30 juillet 2021 10 h 30 UTC+09:00 |           |         |            | Stade de Tokyo, Tokyo |

### Phase finale

#### Médailles
|  | Quarts de finale | Quarts de finale |                  |       | Demi-finales       | Demi-finales |  |  | Finale          | Finale |
|  | Quarts de finale | Quarts de finale |                  |       | Demi-finales       | Demi-finales |  |  | Finale          | Finale |
|  |                  |                  |                  |       |                    |              |  |  |                 |        |
|  |                  |                  |                  |       |                    |              |  |  |                 |        |
|  |                  |                  |                  |       |                    |              |  |  |                 |        |
|  | Nouvelle-Zélande | 36               |                  |       |                    |              |  |  |                 |        |
|  | Nouvelle-Zélande | 36               |                  |       |                    |              |  |  |                 |        |
|  | ROC              | 0                |                  |       |                    |              |  |  |                 |        |
|  | ROC              | 0                | Nouvelle-Zélande | 22    |                    |              |  |  |                 |        |
|  |                  |                  | Nouvelle-Zélande | 22    |                    |              |  |  |                 |        |
|  |                  | Fidji            | 17               |       |                    |              |  |  |                 |        |
|  | Fidji            | Fidji            | 17               | 14    |                    |              |  |  |                 |        |
|  | Fidji            |                  |                  | 14    |                    |              |  |  |                 |        |
|  | Australie        | 12               |                  |       |                    |              |  |  |                 |        |
|  | Australie        | 12               | Nouvelle-Zélande | 26    |                    |              |  |  |                 |        |
|  |                  |                  | Nouvelle-Zélande | 26    |                    |              |  |  |                 |        |
|  |                  | France           | 12               |       |                    |              |  |  |                 |        |
|  | États-Unis       | France           | 12               | 12    |                    |              |  |  |                 |        |
|  | États-Unis       |                  |                  | 12    |                    |              |  |  |                 |        |
|  | Grande-Bretagne  | 21               |                  |       |                    |              |  |  |                 |        |
|  | Grande-Bretagne  | 21               | Grande-Bretagne  | 19    |                    |              |  |  |                 |        |
|  |                  |                  | Grande-Bretagne  | 19    | Médaille de bronze |              |  |  |                 |        |
|  |                  | France           | 26               |       |                    |              |  |  |                 |        |
|  | France           | France           | 26               | 24    |                    |              |  |  |                 |        |
|  | France           |                  |                  | 24    |                    |              |  |  |                 |        |
|  | Chine            | 10               |                  | Fidji | 21                 |              |  |  |                 |        |
|  | Chine            | 10               |                  | Fidji | 21                 |              |  |  |                 |        |
|  |                  |                  |                  |       |                    |              |  |  | Grande-Bretagne | 12     |
|  |                  |                  |                  |       |                    |              |  |  | Grande-Bretagne | 12     |

Quarts de finale
| 30 juillet 2021 17 h 30 UTC+09:00 | Nouvelle-Zélande | 36 - 0 | ROC | Stade de Tokyo, Tokyo |
| 30 juillet 2021 17 h 30 UTC+09:00 |                  |        |     | Stade de Tokyo, Tokyo |
| 30 juillet 2021 17 h 30 UTC+09:00 |                  |        |     | Stade de Tokyo, Tokyo |

| 30 juillet 2021 18 h 30 UTC+09:00 | Fidji | 14 - 12 | Australie | Stade de Tokyo, Tokyo |
| 30 juillet 2021 18 h 30 UTC+09:00 |       |         |           | Stade de Tokyo, Tokyo |
| 30 juillet 2021 18 h 30 UTC+09:00 |       |         |           | Stade de Tokyo, Tokyo |

| 30 juillet 2021 19 h 0 UTC+09:00 | États-Unis | 12 - 21 | Grande-Bretagne | Stade de Tokyo, Tokyo |
| 30 juillet 2021 19 h 0 UTC+09:00 |            |         |                 | Stade de Tokyo, Tokyo |
| 30 juillet 2021 19 h 0 UTC+09:00 |            |         |                 | Stade de Tokyo, Tokyo |

| 30 juillet 2021 19 h 30 UTC+09:00 | France | 24 - 10 | Chine | Stade de Tokyo, Tokyo |
| 30 juillet 2021 19 h 30 UTC+09:00 |        |         |       | Stade de Tokyo, Tokyo |
| 30 juillet 2021 19 h 30 UTC+09:00 |        |         |       | Stade de Tokyo, Tokyo |

Demi-finales
| 31 juillet 2021 11 h 0 UTC+09:00 | Nouvelle-Zélande | 22 - 17 | Fidji | Stade de Tokyo, Tokyo |
| 31 juillet 2021 11 h 0 UTC+09:00 |                  |         |       | Stade de Tokyo, Tokyo |
| 31 juillet 2021 11 h 0 UTC+09:00 |                  |         |       | Stade de Tokyo, Tokyo |

| 31 juillet 2021 11 h 30 UTC+09:00 | Grande-Bretagne | 19 - 26 | France | Stade de Tokyo, Tokyo |
| 31 juillet 2021 11 h 30 UTC+09:00 |                 |         |        | Stade de Tokyo, Tokyo |
| 31 juillet 2021 11 h 30 UTC+09:00 |                 |         |        | Stade de Tokyo, Tokyo |

Match pour la médaille de bronze
| 31 juillet 2021 17 h 30 UTC+09:00 | Fidji | 21 - 12 | Grande-Bretagne | Stade de Tokyo, Tokyo |
| 31 juillet 2021 17 h 30 UTC+09:00 |       |         |                 | Stade de Tokyo, Tokyo |
| 31 juillet 2021 17 h 30 UTC+09:00 |       |         |                 | Stade de Tokyo, Tokyo |

Finale
| 31 juillet 2021 18 h 0 UTC+09:00 | Nouvelle-Zélande | 26 - 12 | France | Stade de Tokyo, Tokyo |
| 31 juillet 2021 18 h 0 UTC+09:00 |                  |         |        | Stade de Tokyo, Tokyo |
| 31 juillet 2021 18 h 0 UTC+09:00 |                  |         |        | Stade de Tokyo, Tokyo |

#### Cinquième place
|  | Demi-finales | Demi-finales |           |    | 5e place | 5e place |
|  | Demi-finales | Demi-finales |           |    | 5e place | 5e place |
|  |              |              |           |    |          |          |
|  |              |              |           |    |          |          |
|  |              |              |           |    |          |          |
|  | ROC          | 7            |           |    |          |          |
|  | ROC          | 7            |           |    |          |          |
|  | Australie    | 35           |           |    |          |          |
|  | Australie    | 35           | Australie | 17 |          |          |
|  |              |              | Australie | 17 |          |          |
|  |              | États-Unis   | 7         |    |          |          |
|  | États-Unis   | États-Unis   | 7         | 33 |          |          |
|  | États-Unis   |              |           | 33 |          |          |
|  | Chine        | 14           |           |    |          |          |
|  | Chine        | 14           | 7e place  |    |          |          |
|  |              |              |           |    |          |          |
|  |              |              |           |    |          |          |
|  |              |              |           |    |          |          |
|  | ROC          | 10           |           |    |          |          |
|  | ROC          | 10           |           |    |          |          |
|  | Chine        | 22           |           |    |          |          |
|  | Chine        | 22           |           |    |          |          |

Demi-finales
| 31 juillet 2021 10 h 0 UTC+09:00 | ROC | 7 - 35 | Australie | Stade de Tokyo, Tokyo |
| 31 juillet 2021 10 h 0 UTC+09:00 |     |        |           | Stade de Tokyo, Tokyo |
| 31 juillet 2021 10 h 0 UTC+09:00 |     |        |           | Stade de Tokyo, Tokyo |

| 31 juillet 2021 10 h 30 UTC+09:00 | États-Unis | 33 - 14 | Chine | Stade de Tokyo, Tokyo |
| 31 juillet 2021 10 h 30 UTC+09:00 |            |         |       | Stade de Tokyo, Tokyo |
| 31 juillet 2021 10 h 30 UTC+09:00 |            |         |       | Stade de Tokyo, Tokyo |

Match pour la 7e place
| 31 juillet 2021 16 h 30 UTC+09:00 | ROC | 10 - 22 | Chine | Stade de Tokyo, Tokyo |
| 31 juillet 2021 16 h 30 UTC+09:00 |     |         |       | Stade de Tokyo, Tokyo |
| 31 juillet 2021 16 h 30 UTC+09:00 |     |         |       | Stade de Tokyo, Tokyo |

Match pour la 5e place
| 31 juillet 2021 17 h 0 UTC+09:00 | Australie | 17 - 7 | États-Unis | Stade de Tokyo, Tokyo |
| 31 juillet 2021 17 h 0 UTC+09:00 |           |        |            | Stade de Tokyo, Tokyo |
| 31 juillet 2021 17 h 0 UTC+09:00 |           |        |            | Stade de Tokyo, Tokyo |

#### Neuvième place
|  | Demi-finales | Demi-finales |           |    | 9e place | 9e place |
|  | Demi-finales | Demi-finales |           |    | 9e place | 9e place |
|  |              |              |           |    |          |          |
|  |              |              |           |    |          |          |
|  |              |              |           |    |          |          |
|  | Canada       | 45           |           |    |          |          |
|  | Canada       | 45           |           |    |          |          |
|  | Brésil       | 0            |           |    |          |          |
|  | Brésil       | 0            | Canada    | 24 |          |          |
|  |              |              | Canada    | 24 |          |          |
|  |              | Kenya        | 10        |    |          |          |
|  | Kenya        | Kenya        | 10        | 21 |          |          |
|  | Kenya        |              |           | 21 |          |          |
|  | Japon        | 17           |           |    |          |          |
|  | Japon        | 17           | 11e place |    |          |          |
|  |              |              |           |    |          |          |
|  |              |              |           |    |          |          |
|  |              |              |           |    |          |          |
|  | Brésil       | 21           |           |    |          |          |
|  | Brésil       | 21           |           |    |          |          |
|  | Japon        | 12           |           |    |          |          |
|  | Japon        | 12           |           |    |          |          |

Demi-finales
| 30 juillet 2021 16 h 30 UTC+09:00 | Canada | 45 - 0 | Brésil | Stade de Tokyo, Tokyo |
| 30 juillet 2021 16 h 30 UTC+09:00 |        |        |        | Stade de Tokyo, Tokyo |
| 30 juillet 2021 16 h 30 UTC+09:00 |        |        |        | Stade de Tokyo, Tokyo |

| 30 juillet 2021 17 h 0 UTC+09:00 | Kenya | 21 - 17 | Japon | Stade de Tokyo, Tokyo |
| 30 juillet 2021 17 h 0 UTC+09:00 |       |         |       | Stade de Tokyo, Tokyo |
| 30 juillet 2021 17 h 0 UTC+09:00 |       |         |       | Stade de Tokyo, Tokyo |

Match pour la 11e place
| 31 juillet 2021 9 h 0 UTC+09:00 | Brésil | 21 - 12 | Japon | Stade de Tokyo, Tokyo |
| 31 juillet 2021 9 h 0 UTC+09:00 |        |         |       | Stade de Tokyo, Tokyo |
| 31 juillet 2021 9 h 0 UTC+09:00 |        |         |       | Stade de Tokyo, Tokyo |

Match pour la 9e place
| 31 juillet 2021 9 h 30 UTC+09:00 | Canada | 24 - 10 | Kenya | Stade de Tokyo, Tokyo |
| 31 juillet 2021 9 h 30 UTC+09:00 |        |         |       | Stade de Tokyo, Tokyo |
| 31 juillet 2021 9 h 30 UTC+09:00 |        |         |       | Stade de Tokyo, Tokyo |

## Bilan

### Médaillés
| Épreuves        | Or | Argent | Bronze |
| --------------- | --- | --- | --- |
| Tournoi féminin | Nouvelle-Zélande Michaela Blyde Kelly Brazier Gayle Broughton Theresa Fitzpatrick Stacey Fluhler Sarah Hirini Shiray Kaka Tyla Nathan-Wong Risi Pouri-Lane Alena Saili Ruby Tui Tenika Willison Portia Woodman | France Coralie Bertrand Anne-Cécile Ciofani Caroline Drouin Camille Grassineau Lina Guérin Fanny Horta Shannon Izar Chloé Jacquet Nassira Konde Carla Neisen Séraphine Okemba Chloé Pelle Jade Ulutule | Fidji Lavena Cavuru Raijieli Daveua Laisana Likuceva Rusila Nagasau Ana Maria Naimasi Alowesi Nakoci Roela Radiniyavuni Viniana Riwai Ana Roqica Sesenieli Donu Vasiti Solikoviti Lavenia Tinai Reapi Ulunisau |

### Classement complet
| Rang | Équipe           |
| ---- | ---------------- |
| 1    | Nouvelle-Zélande |
| 2    | France           |
| 3    | Fidji            |
| 4    | Grande-Bretagne  |
| 5    | Australie        |
| 6    | États-Unis       |
| 7    | Chine            |
| 8    | ROC              |
| 9    | Canada           |
| 10   | Kenya            |
| 11   | Brésil           |
| 12   | Japon            |